# Pangasius nieuwenhuisii
Pangasius nieuwenhuisii es una especie de peces de la familia Pangasiidae en el orden de los Siluriformes.

## Morfología
• Los machos pueden llegar alcanzar los 60 cm de longitud total.

## Distribución geográfica
Se encuentran en Asia: este de Borneo.